# Telopea mongaensis
Espèce
Classification APG III (2009)
Telopea mongaensis est une espèce d'arbustes ou de petits arbres de la famille des Proteaceae. On le trouve en Australie.